# Erik Gudbranson
Erik Gudbranson (né le 7 janvier 1992 à Orléans, dans la province de l'Ontario) est un joueur professionnel canadien de hockey sur glace. Son frère Alex joue également au hockey sur glace.

## Biographie

### Carrière en club
En 2008, il débute dans la Ligue de hockey de l'Ontario avec les Frontenacs de Kingston. Au cours du repêchage d'entrée dans la KHL 2009, il est sélectionné en 3e ronde, en 62e position par le HK Dinamo Moscou. Lors du repêchage d'entrée dans la LNH 2010, il est choisi au premier tour, à la 3e place au total par les Panthers de la Floride. Il participe avec l'équipe LHO à la Super Serie Subway en 2009 et 2010. Le 8 octobre 2011, il joue son premier match dans la Ligue nationale de hockey contre les Islanders de New York. Il marque son premier but le 11 décembre 2011 contre les Rangers de New York.
Le 25 février 2019, il est transféré aux Penguins de Pittsburgh en retour de Tanner Pearson.

### Carrière internationale
Il représente le Canada au niveau international. Il prend part aux sélections jeunes.

## Statistiques

### En club
| Saison     | Équipe                   | Ligue      |     | Saison régulière | Saison régulière | Saison régulière | Saison régulière | Saison régulière |   | Séries éliminatoires | Séries éliminatoires | Séries éliminatoires | Séries éliminatoires | Séries éliminatoires |
| Saison     | Équipe                   | Ligue      | PJ  | B                | A                | Pts              | Pun              | PJ               | B | A                    | Pts                  | Pun                  |                      |                      |
| 2008-2009  | Frontenacs de Kingston   | LHO        | 63  | 3                | 19               | 22               | 69               |                  |   |                      |                      |                      |                      |                      |
| 2009-2010  | Frontenacs de Kingston   | LHO        | 41  | 2                | 21               | 23               | 68               | 7                | 1 | 2                    | 3                    | 6                    |                      |                      |
| 2010-2011  | Frontenacs de Kingston   | LHO        | 44  | 12               | 22               | 34               | 105              | 5                | 1 | 3                    | 4                    | 10                   |                      |                      |
| 2011-2012  | Panthers de la Floride   | LNH        | 72  | 2                | 6                | 8                | 78               | 7                | 0 | 0                    | 0                    | 8                    |                      |                      |
| 2012-2013  | Panthers de la Floride   | LNH        | 32  | 0                | 4                | 4                | 47               | -                | - | -                    | -                    | -                    |                      |                      |
| 2012-2013  | Rampage de San Antonio   | LAH        | 2   | 0                | 0                | 0                | 2                | -                | - | -                    | -                    | -                    |                      |                      |
| 2013-2014  | Panthers de la Floride   | LNH        | 65  | 3                | 6                | 9                | 114              | -                | - | -                    | -                    | -                    |                      |                      |
| 2014-2015  | Panthers de la Floride   | LNH        | 76  | 4                | 9                | 13               | 58               | -                | - | -                    | -                    | -                    |                      |                      |
| 2015-2016  | Panthers de la Floride   | LNH        | 64  | 2                | 7                | 9                | 49               | 6                | 0 | 0                    | 0                    | 2                    |                      |                      |
| 2016-2017  | Canucks de Vancouver     | LNH        | 30  | 1                | 5                | 6                | 18               | -                | - | -                    | -                    | -                    |                      |                      |
| 2017-2018  | Canucks de Vancouver     | LNH        | 52  | 2                | 3                | 5                | 35               | -                | - | -                    | -                    | -                    |                      |                      |
| 2018-2019  | Canucks de Vancouver     | LNH        | 57  | 2                | 6                | 8                | 83               | -                | - | -                    | -                    | -                    |                      |                      |
| 2018-2019  | Penguins de Pittsburgh   | LNH        | 19  | 0                | 2                | 2                | 4                | 4                | 1 | 0                    | 1                    | 2                    |                      |                      |
| 2019-2020  | Ducks d'Anaheim          | LNH        | 44  | 4                | 5                | 9                | 91               | -                | - | -                    | -                    | -                    |                      |                      |
| 2020-2021  | Sénateurs d'Ottawa       | LNH        | 36  | 1                | 2                | 3                | 47               | -                | - | -                    | -                    | -                    |                      |                      |
| 2020-2021  | Predators de Nashville   | LNH        | 9   | 0                | 1                | 1                | 12               | 2                | 0 | 0                    | 0                    | 0                    |                      |                      |
| 2021-2022  | Flames de Calgary        | LNH        | 78  | 6                | 11               | 17               | 68               | 12               | 0 | 1                    | 1                    | 0                    |                      |                      |
| 2022-2023  | Blue Jackets de Columbus | LNH        | 70  | 1                | 12               | 13               | 57               | -                | - | -                    | -                    | -                    |                      |                      |
| 2023-2024  | Blue Jackets de Columbus | LNH        | 78  | 6                | 20               | 26               | 74               | -                | - | -                    | -                    | -                    |                      |                      |
| Totaux LNH | Totaux LNH               | Totaux LNH | 789 | 34               | 99               | 133              | 839              | 31               | 1 | 1                    | 2                    | 12                   |                      |                      |

### En équipe nationale
| Année | Équipe          | Compétition                          |   | PJ | B | A | Pts | Pun | +/-               |  | Résultat |
| 2009  | Canada - 18 ans | Championnat du monde moins de 18 ans | 6 | 1  | 3 | 4 | 0   | +5  | Quatrième place   |  |          |
| 2010  | Canada - 18 ans | Championnat du monde moins de 18 ans | 6 | 0  | 1 | 1 | 4   | +2  | Septième place    |  |          |
| 2011  | Canada - 20 ans | Championnat du monde junior          | 7 | 3  | 2 | 5 | 4   | +8  | Médaille d'argent |  |          |
| 2014  | Canada          | Championnat du monde                 | 8 | 1  | 0 | 1 | 6   | +7  | Cinquième place   |  |          |

## Trophées et honneurs personnels

### Ligue de hockey de l'Ontario
- 2009 : nommé dans la seconde équipe des recrues
- 2010 : remporte le trophée Bobby-Smith